# Copa do Brasil 2012
Der Copa do Brasil 2012 war die 24. Austragung dieses nationalen Fußball-Pokal-Wettbewerbs in Brasilien. Die Copa wurde vom Brasilianischen Sportverband, dem CBF, ausgerichtet. Der Pokalsieger war als Teilnehmer an der Copa Libertadores 2013 qualifiziert.

## Saisonverlauf
Der Wettbewerb startete am 7. März 2012 in seine Saison und endete am 11. Juli 2012. Am Ende der Saison gewann der Palmeiras São Paulo den Titel zum zweiten Mal. Torschützenkönig wurde Luís Fabiano vom FC São Paulo mit acht Treffern.
Als beste Spieler und Trainer wurden ausgezeichnet:
- Bester Spieler: Marcos Assunção (SE Palmeiras)
- Bester Torwart: Bruno Cortez Cardoso (SE Palmeiras)
- Bester Trainer: Luiz Felipe Scolari (SE Palmeiras)

Höchster Sieg
- Rio Branco FC (AC) – Cruzeiro EC: 0:6 (2. März 2011 – 1. Runde Hinspiel)

## Teilnehmer
Das Teilnehmerfeld bestand aus den 10 besten Klubs aus dem CBF Ranking aus 2011. Die weiteren 54 Teilnehmer ergaben sich aus den Fußballmeisterschaften der Bundesstaaten von Brasilien 2011 oder deren Pokalwettbewerben.
Sechs Teilnehmer aus dem CBF Ranking nahmen aufgrund ihrer Teilnahme an der Copa Libertadores 2012 nicht an der Copa do Brasil teil. Dieses waren:
- FC Santos (CBF – 2)
- CR Vasco da Gama (CBF – 3)
- CR Flamengo (CBF – 5.)
- SC Corinthians (CBF – 6.)
- SC Internacional (CBF – 7.)
- Fluminense FC (CBF – 12.)

16 Teams aus dem CBF Ranking qualifizierten über ihre Platzierung in den Staatsmeisterschaften. Dieses waren:
- SE Palmeiras (CBF – 1.)
- Grêmio FBPA (CBF – 4.)
- Cruzeiro EC (CBF – 8.)
- FC São Paulo (CBF – 9.)
- Atlético Mineiro (CBF – 10.)
- Botafogo FR (CBF – 11.)
- Coritiba FC (CBF – 13.)
- Goiás EC (CBF – 15.)
- Sport Recife (CBF – 17)
- Athletico Paranaense (CBF – 19.)
- EC Vitória (CBF – 20.)
- Santa Cruz FC (CBF – 22.)
- Ceará SC (CBF – 24.)
- EC Juventude (CBF – 26.)
- Criciúma EC (CBF – 30.)
- Paysandu SC (CBF – 31.)

Die dadurch freien Plätze im Ranking wurden durch die nachfolgenden Klubs belegt.

### Teilnehmer CBF Ranking
| Bundesstaat | Klub                               | Platz |
| ----------- | ---------------------------------- | ----- |
| BA          | EC Bahia                           | 14.   |
| SP          | Guarani FC                         | 16.   |
| SP          | Associação Portuguesa de Desportos | 18.   |
| PE          | Náutico Capibaribe                 | 21.   |
| PR          | Paraná Clube                       | 23.   |
| SP          | AA Ponte Preta                     | 25.   |
| PA          | Clube do Remo                      | 27.   |
| CE          | Fortaleza EC                       | 28.   |
| RN          | América FC (RN)                    | 29.   |
| MG          | América Mineiro                    | 32.   |

### Teilnehmer Staatsmeisterschaften
| Bundesstaat         | Klub                         | Qualifizierung               |
| ------------------- | ---------------------------- | ---------------------------- |
| Acre                | Rio Branco FC (AC)           | Staatsmeister 2011           |
| Alagoas             | AS Arapiraquense             | Staatsmeister 2011           |
| Alagoas             | AA Coruripe                  | Vize-Staatsmeister 2011      |
| Amapá               | Trem DC                      | Staatsmeister 2011           |
| Amazonas            | Penarol AC                   | Staatsmeister 2011           |
| Amazonas            | Nacional Fast Clube          | Vize-Staatsmeister 2011      |
| Bahia               | EC Vitória                   | Staatsmeister 2011           |
| Bahia               | AD Bahia de Feira            | Vize-Staatsmeister 2011      |
| Brasília            | Brasiliense FC               | Staatsmeister 2011           |
| Brasília            | SE Gama                      | Vize-Staatsmeister 2011      |
| Ceará               | Ceará SC                     | Staatsmeister 2011           |
| Ceará               | Horizonte FC                 | Staatspokal Sieger 2011      |
| Espírito Santo      | AA São Mateus                | Staatsmeister 2011           |
| Espírito Santo      | Real Noroeste Capixaba FC    | Staatspokal Sieger 2011      |
| Goiás               | Atlético Goianiense          | Staatsmeister 2011           |
| Goiás               | Goiás EC                     | Vize-Staatsmeister 2011      |
| Maranhão            | Sampaio Corrêa FC            | Staatsmeister 2011           |
| Maranhão            | Santa Quitéria FC            | 2. Staatspokal 2011          |
| Mato Grosso         | Cuiabá EC                    | Staatsmeister 2011           |
| Mato Grosso         | Luverdense EC                | Staatspokal Sieger 2011      |
| Mato Grosso do Sul  | CE Nova Esperança            | Staatsmeister 2011           |
| Mato Grosso do Sul  | Aquidauanense FC             | Vize-Staatsmeister 2011      |
| Minas Gerais        | Cruzeiro EC                  | Staatsmeister 2011           |
| Minas Gerais        | Atlético Mineiro             | Vize-Staatsmeister 2011      |
| Minas Gerais        | Ipatinga FC                  | Staatspokal Sieger 2011      |
| Pará                | Independente AC              | Staatsmeister 2011           |
| Pará                | Paysandu SC                  | Vize-Staatsmeister 2011      |
| Paraíba             | FC Treze                     | Staatsmeister 2011           |
| Paraíba             | Auto EC (PB)                 | Staatspokal Sieger 2011      |
| Paraná              | Coritiba FC                  | Staatsmeister 2011           |
| Paraná              | Athletico Paranaense         | Vize-Staatsmeister 2011      |
| Paraná              | Operário Ferroviário EC      | 3. Staatsmeister 2011        |
| Pernambuco          | Santa Cruz FC                | Staatsmeister 2011           |
| Pernambuco          | Sport Recife                 | Vize-Staatsmeister 2011      |
| Piauí               | 4 de Julho EC                | Staatsmeister 2011           |
| Piauí               | Comercial AC (PI)            | Vize-Staatsmeister 2011      |
| Rio de Janeiro      | Botafogo FR                  | 3. Staatsmeister 2011        |
| Rio de Janeiro      | Boavista SC                  | 4. Staatsmeister 2011        |
| Rio de Janeiro      | Madureira EC                 | Vize-Staatspokal Sieger 2011 |
| Rio Grande do Norte | ABC Natal                    | Staatsmeister 2011           |
| Rio Grande do Norte | SC Santa Cruz                | Vize-Staatsmeister 2011      |
| Rio Grande do Sul   | Grêmio FBPA                  | Vize-Staatsmeister 2011      |
| Rio Grande do Sul   | EC Juventude                 | 3. Staatsmeister 2011        |
| Rio Grande do Sul   | Grêmio Esportivo Sapucaiense | 3. Staatspokal 2010          |
| Rondônia            | EC Espigão                   | Staatsmeister 2011           |
| Roraima             | AE Real                      | Staatsmeister 2011           |
| Santa Catarina      | Chapecoense                  | Staatsmeister 2011           |
| Santa Catarina      | Criciúma EC                  | Vize-Staatsmeister 2011      |
| São Paulo           | SE Palmeiras                 | 3. Staatsmeister 2011        |
| São Paulo           | FC São Paulo                 | 4. Staatsmeister 2011        |
| São Paulo           | Paulista FC                  | Staatspokalsieger 2011       |
| Sergipe             | SE River Plate               | Staatsmeister 2011           |
| Sergipe             | São Domingos FC              | Staatspokal 2011             |
| Tocantins           | Gurupi EC                    | Staatsmeister 2011           |

## Modus
Der Modus bestand aus einem K.-o.-System. Für die ersten beiden Runden bestand die Regelung, dass wenn eine Mannschaft in einem Auswärts-Hinspiel mit mindestens zwei Toren unterschied gewinnt, es kein Rückspiel gibt.	
Es zählte das Torverhältnis. Bei Gleichheit wurde die Auswärtstorregel angewandt. Stand nach heranziehen dieser kein Sieger fest, wurde dieser im Elfmeterschießen ermittelt.

## Turnierverlauf

### 1. Runde
|                              | Gesamt          |                      | Hinspiel | Rückspiel |
| ---------------------------- | --------------- | -------------------- | -------- | --------- |
| AA Coruripe                  | 0:4             | SE Palmeiras         | 0:1      | 0:3       |
| Horizonte FC                 | 2:2 (4:2 i. E.) | América FC (RN)      | 2:0      | 0:2       |
| SE Gama                      | 0:2             | Ceará SC             | 0:2      | -         |
| Luverdense EC                | 2:4             | Paraná Clube         | 2:2      | 0:2       |
| Rio Branco FC (AC)           | 0:6             | Cruzeiro EC          | 0:6      | -         |
| AA São Mateus                | 3:4             | Chapecoense          | 2:1      | 1:3       |
| Sampaio Corrêa FC            | 2:2             | Athletico Paranaense | 2:1      | 0:1       |
| Madureira EC                 | 0:2             | Criciúma EC          | 0:2      | -         |
| SE River Plate               | 3:6             | Grêmio FBPA          | 2:3      | 1:3       |
| Real Noroeste Capixaba FC    | 0:2             | Ipatinga FC          | 0:2      | -         |
| SC Santa Cruz                | 1:3             | Náutico Capibaribe   | 1:3      | -         |
| Comercial AC (PI)            | 2:6             | Fortaleza EC         | 2:3      | 0:3       |
| Auto EC (PB)                 | 0:3             | EC Bahia             | 0:3      | -         |
| AE Real                      | 0:3             | Clube do Remo        | 0:0      | 0:3       |
| Cuiabá EC                    | 1:5             | Portuguesa           | 1:1      | 0:4       |
| Operário Ferroviário EC      | 0:4             | EC Juventude         | 0:4      | -         |
| Independente AC              | 0:5             | FC São Paulo         | 0:1      | 0:4       |
| Aquidauanense FC             | 1:2             | AD Bahia de Feira    | 1:0      | 0:2       |
| Gurupi EC                    | 2:5             | Atlético Goianiense  | 0:1      | 2:4       |
| Grêmio Esportivo Sapucaiense | 2:5             | AA Ponte Preta       | 0:0      | 2:5       |
| CE Nova Esperança            | 1:3             | Atlético Mineiro     | 1:3      | -         |
| Penarol AC                   | 4:4             | Santa Cruz FC        | 1:2      | 3:2       |
| Boavista SC                  | 1:2             | América Mineiro      | 0:0      | 1:2       |
| Paulista FC                  | 2:6             | Goiás EC             | 2:3      | 0:3       |
| Nacional Fast Clube          | 0:2             | Coritiba FC          | 0:0      | 0:2       |
| Santa Quitéria FC            | 3:5             | AS Arapiraquense     | 2:3      | 0:3       |
| 4 de Julho EC                | 0:2             | Sport Recife         | 0:2      | -         |
| EC Espigão                   | 1:3             | Paysandu SC          | 1:3      | -         |
| FC Treze                     | 2:2 (2:3 i. E.) | Botafogo FR          | 1:1      | 1:1       |
| Brasiliense FC               | 2:3             | Guarani FC           | 2:0      | 0:3       |
| São Domingos FC              | 0:2             | EC Vitória           | 0:0      | 0:2       |
| Trem DC                      | 0:5             | ABC Natal            | 0:5      | -         |

### 2. Runde
|                     | Gesamt          |                      | Hinspiel | Rückspiel |
| ------------------- | --------------- | -------------------- | -------- | --------- |
| Ceará SC            | 3:3             | Paraná Clube         | 2:2      | 1:1       |
| Horizonte FC        | 1:3             | SE Palmeiras         | 1:3      | -         |
| Criciúma EC         | 2:7             | Athletico Paranaense | 1:2      | 1:5       |
| Chapecoense         | 2:5             | Cruzeiro EC          | 1:1      | 1:4       |
| Náutico Capibaribe  | 5:2             | Fortaleza EC         | 4:0      | 1:2       |
| Ipatinga FC         | 0:4             | Grêmio FBPA          | 0:1      | 0:3       |
| EC Juventude        | 2:4             | Portuguesa           | 2:0      | 0:4       |
| Clube do Remo       | 2:5             | EC Bahia             | 2:1      | 0:4       |
| Atlético Goianiense | 3:3 (3:4 i. E.) | AA Ponte Preta       | 2:1      | 1:2       |
| AD Bahia de Feira   | 2:5             | FC São Paulo         | 2:5      | -         |
| América Mineiro     | 3:4             | Goiás EC             | 0:0      | 3:4       |
| Penarol AC          | 0:5             | Atlético Mineiro     | 0:5      | -         |
| AS Arapiraquense    | 1:3             | Coritiba FC          | 1:0      | 0:3       |
| Paysandu SC         | 6:2             | Sport Recife         | 2:1      | 4:1       |
| ABC Natal           | 3:4             | EC Vitória           | 1:1      | 2:3       |
| Guarani FC          | 1:2             | Botafogo FR          | 1:2      | 0:0       |

### Turnierplan ab Achtelfinale
Die Mannschaft, welche zuerst Heimrecht hatte, wird bei nachstehenden Paarungen zuerst genannt.
Die Hinrundenpaarung zwischen AA Ponte Preta und dem FC São Paulo am 26. April wurde wegen Unbespielbarkeit des Platzes (Starkregen) auf den 2. Mai verschoben. Das Rückspiel dadurch vom 3. Mai auf den 10. Mai verlegt.
|  | Achtelfinale         | Achtelfinale | Achtelfinale |                      |   | Viertelfinale | Viertelfinale | Viertelfinale |  |  | Halbfinale | Halbfinale | Halbfinale |  |  | Finale | Finale | Finale |
|  |                      |              |              |                      |   |               |               |               |  |  |            |            |            |  |  |        |        |        |
|  | Paraná Clube         | 2            | 0            |                      |   |               |               |               |  |  |            |            |            |  |  |        |        |        |
|  | SE Palmeiras         | 2            | 2            |                      |   |               |               |               |  |  |            |            |            |  |  |        |        |        |
|  | SE Palmeiras         | 2            | 2            | Athletico Paranaense | 2 | 0             |               |               |  |  |            |            |            |  |  |        |        |        |
|  |                      |              |              | Athletico Paranaense | 2 | 0             |               |               |  |  |            |            |            |  |  |        |        |        |
|  |                      | SE Palmeiras | 2            | 2                    |   |               |               |               |  |  |            |            |            |  |  |        |        |        |
|  | Athletico Paranaense | SE Palmeiras | 2            | 2                    | 1 | 2             |               |               |  |  |            |            |            |  |  |        |        |        |
|  | Athletico Paranaense |              |              |                      | 1 | 2             |               |               |  |  |            |            |            |  |  |        |        |        |
|  | Cruzeiro EC          | 0            | 1            |                      |   |               |               |               |  |  |            |            |            |  |  |        |        |        |
|  | Cruzeiro EC          | 0            | 1            | Grêmio FBPA          | 0 | 1             |               |               |  |  |            |            |            |  |  |        |        |        |
|  |                      |              |              |                      |   |               |               |               |  |  |            |            |            |  |  |        |        |        |
|  |                      | SE Palmeiras | 2            | 1                    |   |               |               |               |  |  |            |            |            |  |  |        |        |        |
|  | Fortaleza EC         | SE Palmeiras | 2            | 1                    | 0 | 0             |               |               |  |  |            |            |            |  |  |        |        |        |
|  | Fortaleza EC         |              |              |                      | 0 | 0             |               |               |  |  |            |            |            |  |  |        |        |        |
|  | Grêmio FBPA          | 2            | 2            |                      |   |               |               |               |  |  |            |            |            |  |  |        |        |        |
|  | Grêmio FBPA          | 2            | 2            | EC Bahia             | 1 | 0             |               |               |  |  |            |            |            |  |  |        |        |        |
|  |                      |              |              | EC Bahia             | 1 | 0             |               |               |  |  |            |            |            |  |  |        |        |        |
|  |                      | Grêmio FBPA  | 2            | 2                    |   |               |               |               |  |  |            |            |            |  |  |        |        |        |
|  | Portuguesa           | Grêmio FBPA  | 2            | 2                    | 0 | 0             |               |               |  |  |            |            |            |  |  |        |        |        |
|  | Portuguesa           |              |              |                      | 0 | 0             |               |               |  |  |            |            |            |  |  |        |        |        |
|  | EC Bahia             | 0            | 2            |                      |   |               |               |               |  |  |            |            |            |  |  |        |        |        |
|  | EC Bahia             | 0            | 2            | SE Palmeiras         | 2 | 1             |               |               |  |  |            |            |            |  |  |        |        |        |
|  |                      |              |              |                      |   |               |               |               |  |  |            |            |            |  |  |        |        |        |
|  |                      | Coritiba FC  | 0            | 1                    |   |               |               |               |  |  |            |            |            |  |  |        |        |        |
|  | AA Ponte Preta       | Coritiba FC  | 0            | 1                    | 1 | 1             |               |               |  |  |            |            |            |  |  |        |        |        |
|  | AA Ponte Preta       |              |              |                      | 1 | 1             |               |               |  |  |            |            |            |  |  |        |        |        |
|  | FC São Paulo         | 0            | 3            |                      |   |               |               |               |  |  |            |            |            |  |  |        |        |        |
|  | FC São Paulo         | 0            | 3            | FC São Paulo         | 2 | 2             |               |               |  |  |            |            |            |  |  |        |        |        |
|  |                      |              |              | FC São Paulo         | 2 | 2             |               |               |  |  |            |            |            |  |  |        |        |        |
|  |                      | Goiás EC     | 0            | 2                    |   |               |               |               |  |  |            |            |            |  |  |        |        |        |
|  | Goiás EC             | Goiás EC     | 0            | 2                    | 2 | 1             |               |               |  |  |            |            |            |  |  |        |        |        |
|  | Goiás EC             |              |              |                      | 2 | 1             |               |               |  |  |            |            |            |  |  |        |        |        |
|  | Atlético Mineiro     | 0            | 2            |                      |   |               |               |               |  |  |            |            |            |  |  |        |        |        |
|  | Atlético Mineiro     | 0            | 2            | FC São Paulo         | 1 | 0             |               |               |  |  |            |            |            |  |  |        |        |        |
|  |                      |              |              |                      |   |               |               |               |  |  |            |            |            |  |  |        |        |        |
|  |                      | Coritiba FC  | 0            | 2                    |   |               |               |               |  |  |            |            |            |  |  |        |        |        |
|  | Coritiba FC          | Coritiba FC  | 0            | 2                    | 4 | 1             |               |               |  |  |            |            |            |  |  |        |        |        |
|  | Coritiba FC          |              |              |                      | 4 | 1             |               |               |  |  |            |            |            |  |  |        |        |        |
|  | Paysandu SC          | 1            | 0            |                      |   |               |               |               |  |  |            |            |            |  |  |        |        |        |
|  | Paysandu SC          | 1            | 0            | EC Vitória           | 0 | 1             |               |               |  |  |            |            |            |  |  |        |        |        |
|  |                      |              |              | EC Vitória           | 0 | 1             |               |               |  |  |            |            |            |  |  |        |        |        |
|  |                      | Coritiba FC  | 0            | 4                    |   |               |               |               |  |  |            |            |            |  |  |        |        |        |
|  | EC Vitória           | Coritiba FC  | 0            | 4                    | 1 | 2             |               |               |  |  |            |            |            |  |  |        |        |        |
|  | EC Vitória           |              |              |                      | 1 | 2             |               |               |  |  |            |            |            |  |  |        |        |        |
|  | Botafogo FR          | 1            | 1            |                      |   |               |               |               |  |  |            |            |            |  |  |        |        |        |

## Finalspiele

### Hinspiel
| SE Palmeiras                            | SE Palmeiras | Coritiba FC | Coritiba FC |
| --------------------------------------- | --- | --- | ----------- |
| SE Palmeiras                            | \| 5. Juli 2012 in Barueri (Arena Barueri) \| \| Ergebnis: 2:0 (1:0) \| \| Zuschauer: 28.557 \| \| Schiedsrichter: Wilton Sampaio \|                                                                                            | \| 5. Juli 2012 in Barueri (Arena Barueri) \| \| Ergebnis: 2:0 (1:0) \| \| Zuschauer: 28.557 \| \| Schiedsrichter: Wilton Sampaio \| | Coritiba FC |
| SE Palmeiras                            | 01 Bruno 14 Artur 15 Maurício Ramos 04 Thiago Heleno 06 Juninho 08 Márcio Araújo 53′ 20 Marcos Assunção 16 João Vitor 10 Jorge Valdivia 50', 70' 17 Mazinho 81. 07 Maikon Leite 81. 33 Betinho Cheftrainer: Luiz Felipe Scolari | 01 Vanderlei 02 Jonas 45+1′ 04 Pereira 03 Émerson Silva 51′ 06 Lucas Mendes 05 Willian Farias 08 Júnior Urso 40′ 74. 15 Tcheco 74. 07 Rafinha 11 Gil 68. 18 Anderson Aquino 68. 88′ 10 Éverton Ribeiro 56. 18 Lincoln 56. 09 Éverton Cheftrainer: Marcelo Oliveira | Coritiba FC |
| SE Palmeiras                            | 1:0 Valdivia (45.) 2:0 Heleno (64.) | | Coritiba FC |
| 5. Juli 2012 in Barueri (Arena Barueri) | | |             |
| Ergebnis: 2:0 (1:0)                     | | |             |
| Zuschauer: 28.557                       | | |             |
| Schiedsrichter: Wilton Sampaio          | | |             |

### Rückspiel
| Coritiba FC                                                     | Coritiba FC | SE Palmeiras | SE Palmeiras |
| --------------------------------------------------------------- | --- | --- | ------------ |
| Coritiba FC                                                     | \| 11. Juli 2012 in Curitiba (Estádio Major Antônio Couto Pereira) \| \| Ergebnis: 1:1 (0:0) \| \| Zuschauer: 31.382 \| \| Schiedsrichter: Sandro Ricci \| | \| 11. Juli 2012 in Curitiba (Estádio Major Antônio Couto Pereira) \| \| Ergebnis: 1:1 (0:0) \| \| Zuschauer: 31.382 \| \| Schiedsrichter: Sandro Ricci \| | SE Palmeiras |
| Coritiba FC                                                     | 01 Vanderlei 02 Jonas 46. 13 Ayrton 46. 04 Pereira 88', 91' 03 Demerson 06 Lucas Mendes 05 Willian Farias 08 Sergio Manoel 59. 17 Lincoln 59. 75′ 07 Rafinha 9′ 10 Éverton Ribeiro 11 Roberto 66. 18 Anderson Aquino 66. 09 Éverton Cheftrainer: Marcelo Oliveira | 01 Bruno 14 Artur 59′ 15 Maurício Ramos 04 Thiago Heleno 37. 13 Leandro Amaro 37. 06 Juninho 4′ 03 Henrique 70′ 20 Marcos Assunção 63′ 16 João Vitor 17′ 71. 08 Márcio Araújo 71. 19 Daniel Carvalho 56. 11 Luan 56. 17 Mazinho 33 Betinho Cheftrainer: Luiz Felipe Scolari | SE Palmeiras |
| Coritiba FC                                                     | 1:0 Ayrton (61.) | 1:1 Betinho (65.) | SE Palmeiras |
| 11. Juli 2012 in Curitiba (Estádio Major Antônio Couto Pereira) | | |              |
| Ergebnis: 1:1 (0:0)                                             | | |              |
| Zuschauer: 31.382                                               | | |              |
| Schiedsrichter: Sandro Ricci                                    | | |              |

## Die Meistermannschaft
| 2. | SE Palmeiras |

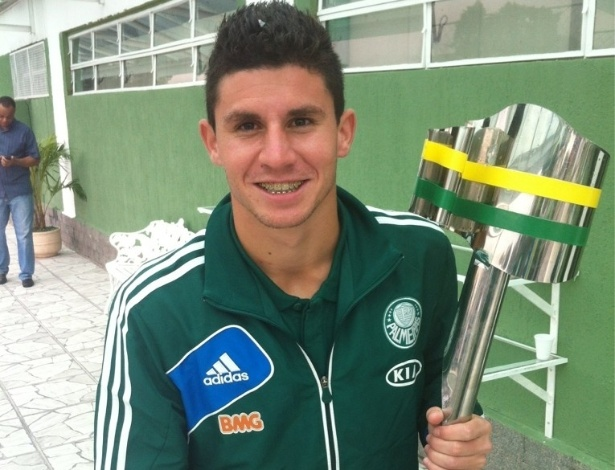
João Denoni mit dem Pokal

|    | - Tor: Bruno, Pegorari, Fábio Szymonek, Eliton Deola, Raphael Alemão - Abwehr: Cicinho, Henrique, Adalberto Román, Leandro Amaro, Maurício Ramos, Fernandinho, Wellington, Luís Felipe, Artur, Thiago Heleno, Juninho Barbosa, Luiz Gustavo, Gerley, Bruno Oliveira, Leandro - Mittelfeld: Márcio Araújo, João Vitor, Daniel Carvalho, Pedro Carmona, Tiago Real, Felipe Silva, João Denoni, João Arthur, Tinga, Jorge Valdivia, Patrik Silva, Marcos Assunção, Bruno Dybal, Patrick Vieira, Juninho, Diego Souza, Wesley - Angriff: Maikon Leite, Luan, Betinho, Mazinho, Hernán Barcos, Índio, Anderson Galdino, Ricardo Bueno, Caio Mancha, Vinícius |

## Torschützenliste
| Pl. | Nat.         | Spieler         | Verein               | Tore   |
| --- | ------------ | --------------- | -------------------- | ------ |
| 1   | Brasilianer  | Luís Fabiano    | FC São Paulo         | 8 Tore |
| 2   | Ecuadorianer | Joffre Guerrón  | Athletico Paranaense | 7 Tore |
| 3   | Brasilianer  | Jonatas Belusso | EC Juventude         | 8 Tore |
| 3   | Brasilianer  | Jailson         | Fortaleza FC         | 8 Tore |

## Zuschauer

### Meistbesuchte Spiele
| Pl. | Anzahl | Heim        | Ergebnis | Gast        | Stadion       | Datum         | Spieltag                |
| --- | ------ | ----------- | -------- | ----------- | ------------- | ------------- | ----------------------- |
| 1   | 43.508 | Grêmio FBPA | 0:2      | Palmeiras   | Olímpico      | 13. Juni 2012 | Halbfinale Hinspiel     |
| 2   | 40.885 | São Paulo   | 1:0      | Coritiba FC | Morumbi       | 13. Juni 2012 | Halbfinale Hinspiel     |
| 3   | 36.515 | Paysandu SC | 0:1      | Coritiba FC | Mangueirão    | 3. Mai 2012   | Achtelfinale Rückspiel  |
| 4   | 30.721 | Grêmio FBPA | 2:0      | Bahia       | Olímpico      | 24. Mai 2012  | Viertelfinale Rückspiel |
| 5   | 28.557 | Palmeiras   | 2:0      | Coritiba FC | Arena Barueri | 5. Juli 2012  | Finale Hinspiel         |
| 6   | 26.438 | São Paulo   | 6:0      | Ponte Preta | Morumbi       | 10. Mai 2012  | Achtelfinale Rückspiel  |
| 7   | 26.225 | Palmeiras   | 1:1      | Grêmio FBPA | Arena Barueri | 20. Juni 2012 | Halbfinale Rückspiel    |

### Wenigsten besuchten Spiele
| Pl. | Anzahl | Heim             | Ergebnis | Gast            | Stadion             | Datum         | Spieltag           |
| --- | ------ | ---------------- | -------- | --------------- | ------------------- | ------------- | ------------------ |
| 1   | 184    | Boavista SC      | 0:0      | América Mineiro | São Januário        | 7. März 2012  | 1. Runde Hinspiel  |
| 2   | 193    | Madureira EC     | 0:2      | Criciúma EC     | Conselheiro Galvão  | 7. März 2012  | 1. Runde Hinspiel  |
| 3   | 226    | Trem DC          | 0:5      | ABC Natal       | Glicerão            | 7. März 2012  | 1. Runde Hinspiel  |
| 4   | 266    | São Mateus       | 2:1      | Chapecoense     | Justiniano de Mello | 14. März 2012 | 1. Runde Hinspiel  |
| 5   | 269    | América Mineiro  | 2:1      | Boavista SC     | Arena do Jacaré     | 14. März 2012 | 1. Runde Rückspiel |
| 6   | 296    | Sapucaiense      | 0:0      | Ponte Preta     | Passo d’Areia       | 14. März 2012 | 1. Runde Hinspiel  |
| 7   | 585    | Aquidauanense FC | 1:0      | Bahia de Feira  | Fredis Saldivar     | 7. März 2012  | 1. Runde Hinspiel  |